# Colin Chisholm
Colin Chisholm (Kanada, Alberta, Calgary, 1963. február 25. –) profi jégkorongozó.

## Karrier
Karrierjét 1980-ban a Calgary Wranglersben kezdte, mely Western Hockey League-es csapat volt. Ebben a csapatban két idényt játszott. 1982 és 1986 között a University of Alberta egyetemi csapatában játszott és az egyetemen tanult. Közben az 1981-es NHL-drafton a Buffalo Sabres választotta ki a harmadik kör 60. helyen. 1986-ban egyetemi bajnok lett. 1986–1987-ben a Colorado College-en játszott egy mérkőzést és az AHL-ben a Springfield Indiansben 75-t. Még ebben az idényben felkerült az NHL-es Minnesota North Starsba egy mérkőzés erejéig. 1987–1988-ban a Kalamazoo Wingsben játszott és a szezon végén visszavonult.